# Sesquilé
Sesquilé es un municipio colombiano del departamento de Cundinamarca ubicado en la provincia de Almeidas, a 45 km al noreste de Bogotá. 
La altitud media del municipio es de 2595 m s. n. m., y su temperatura media anual es de 14.1 °C, con abundantes lluvias durante el año.

## Toponimia

### Origen lingüístico[4]
- Familia lingüística: Chibcha
- Lengua: Muysccubn

### Significado
El topónimo «Sesquilé», en muysc cubun (idioma muisca), significa «Boquerón de la arroyada», aunque también ha sido traducido como «Agua Caliente», como derivado de Sisque, que proviene del vocablo muisca Sisquis Bteib. Sesquilé presenta los vocablos siquie "cauce, zanja, arroyo", zisquy "cabeza, cráneo", le-la "lugar, sitio".

### Origen / Motivación
El municipio tomó su nombre del cacería indígena que se encontraba en la región en la época de la Conquista y estaba habitado por indígenas Muiscas.

## Símbolos

### Bandera

Bandera de Sesquilé.

La bandera o pabellón de Sesquilé está conformada por tres franjas de igual tamaño con los siguientes colores y significados:
- Verde: La primera franja, de color verde agua, representa el color particular de la laguna de Guatavita; también representa los verdes campos del municipio.
- Amarillo: La segunda franja, de color amarillo o dorado, representa la Leyenda del Dorado.
- Blanco: La tercera franja, de color blanco, representa la riqueza salinera que antiguamente fue explotada en el municipio. También simboliza la paz y tranquilidad de los sesquileños.

### Escudo

Escudo de Sesquilé.

El escudo de Sesquilé es de forma redonda. Está cuarteado en la misma manera en que los muiscas dividían la laguna para hallar su centro. En el cuartel superior, sobre campo de oro, una montaña de tres picos de color verde con sombras negras representa el cerro de Las Tres Viejas. El flanco derecho, con campo azul y en oro un diseño precolombino, representa los rayos del sol. El flanco izquierdo, con campo negro y en oro un diseño precolombino representa la luna. Los dos anteriores en honor al pasado indígena. También representan el día y la noche, los astros adorados por los aborígenes, diseños tomados de adornos de los tunjos. 
El cuartel inferior, en campo blanco, tiene cuatro figuras de oro en faja: un libro abierto, una mazorca de maíz abierta, una cabeza de vacuno y un par de zapapicos cruzados en honor al trabajo y la riqueza agrícola de Sesquilé. La bordadura del escudo en blanco lleva en la parte superior en letras mayúsculas de oro: «SESQUILÉ», y en la parte inferior: «CUNDINAMARCA». El escusón, en campo verde, tiene delgadas fajas ondeadas, y en el centro la balsa Muisca, todo en oro. El escusón representa la laguna del Guatavita y la Leyenda del Dorado.

## División Político-Administrativa
Además de su Cabecera municipal. Sesquilé tiene bajo su jurisdicción los siguientes Centros poblados:
- Boitiva San Roque
- La Playa
- Siatoya

### Veredas
Además, el municipio está compuesto con las siguientes veredas:
Centro, Chaleche, Gobernador, San José, Salinas, El Hato y Tierra Negra, Boitá, Boitivá, Espigas, Nescuatá.

## Historia

### Época precolombina

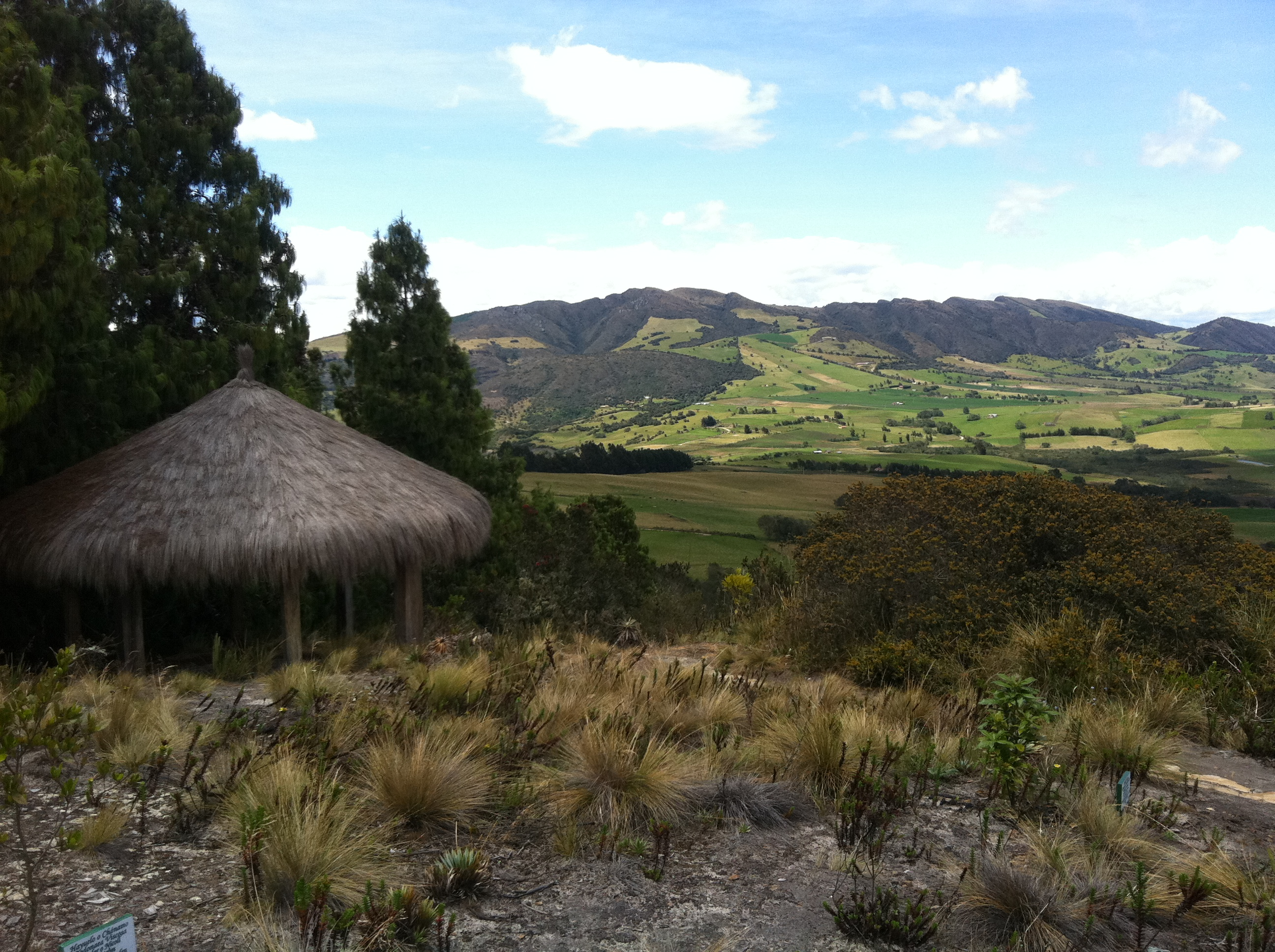
Construcción muisca reconstruida en Sesquilé.

En la época precolombina, Sesquilé estuvo poblado por los muiscas; fue uno de los once uta (poblados, o aldeas) que integraban el zybyn (clan) de Guatavita, en el territorio del Zipazgo, dentro de la Confederación Muisca. El utatiba (gobernante local) de Sesquilé era tributario del sybyntiba (cacique) de Guatavita.
Los muiscas explotaron minas de carbón mineral en el sitio denominado Chaleche, y minas de sal en la parte llamada Sesquilé, que en tiempos del Nuevo Reino de Granada fue nominada Minas de San Juan de Sesquilé. Las minas continuaron siendo explotadas por los españoles con las técnicas indígenas, y también durante la época republicana, generando rentas tanto para la nación como para el municipio hasta la construcción del Embalse del Tominé, que cubrió entre otras importantes zonas la parte de las antiguas minas de sal y de carbón.
En jurisdicción de Sesquilé se encuentra la Laguna de Guatavita, en la que los muiscas celebraban la ceremonia que dio origen a la leyenda de El Dorado.

### Nuevo Reino de Granada

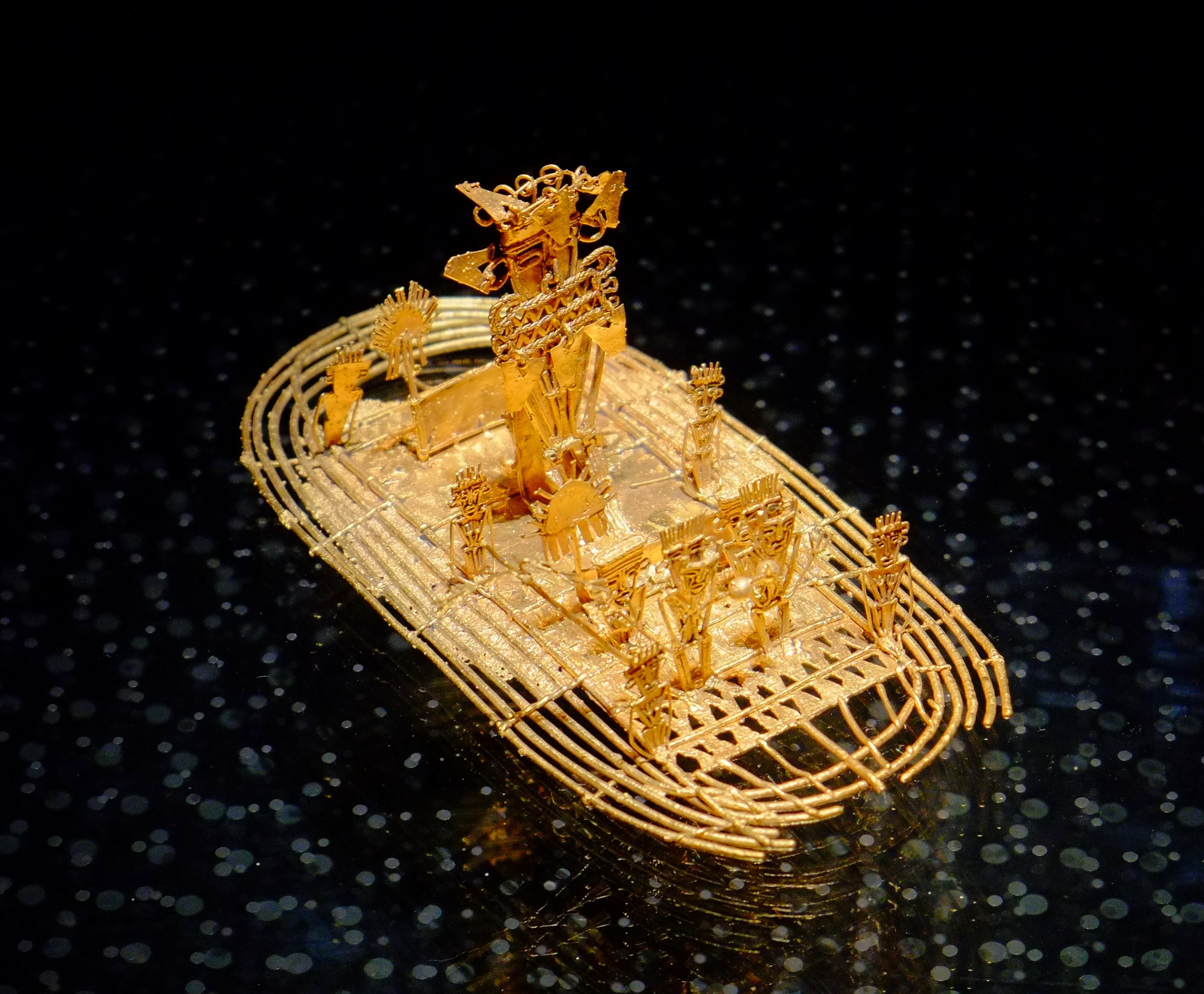
La Balsa Muisca aparece en el escudo de Sesquilé debido a que representa la ceremonia que tenía lugar en la Laguna de Guatavita, que dio origen a la leyenda de El Dorado.

El primer encomendero de Sesquilé fue el capitán Cristóbal Bernal, natural de Salamanca (España), soldado que fue del adelantado don Gonzalo Jiménez de Quesada, con quien entró en territorio muisca durante el tiempo de la Conquista. Este Cristóbal Bernal fue el que mandó construir la Iglesia de Nuestra Señora de las Nieves de Santafé de Bogotá, ciudad en cuya fundación participó.
El 1571, mediante Real Cédula comunicada a la Real Audiencia de Santafé, la doctrina de los indios de Sesquilé fue asignada al convento dominico de Guatavita, bajo la dirección de fray Sebastián de Morales, a quien la Corona española encargó la evangelización de los naturales. Al mismo convento fueron asignadas las doctrinas de Guasca, Chipasaque, Guachetá, Suesca, Chocontá, Sopó, Tivitó, Tocancipá y Gachancipá.
En el año 1600, el oidor Luis Enríquez fundó el pueblo actual. La primera partida de matrimonio que se consignó en los registros parroquiales data del 1 de febrero de 1633, y la primera partida de bautismo, del 4 de noviembre del mismo año.

### Virreinato de Nueva Granada

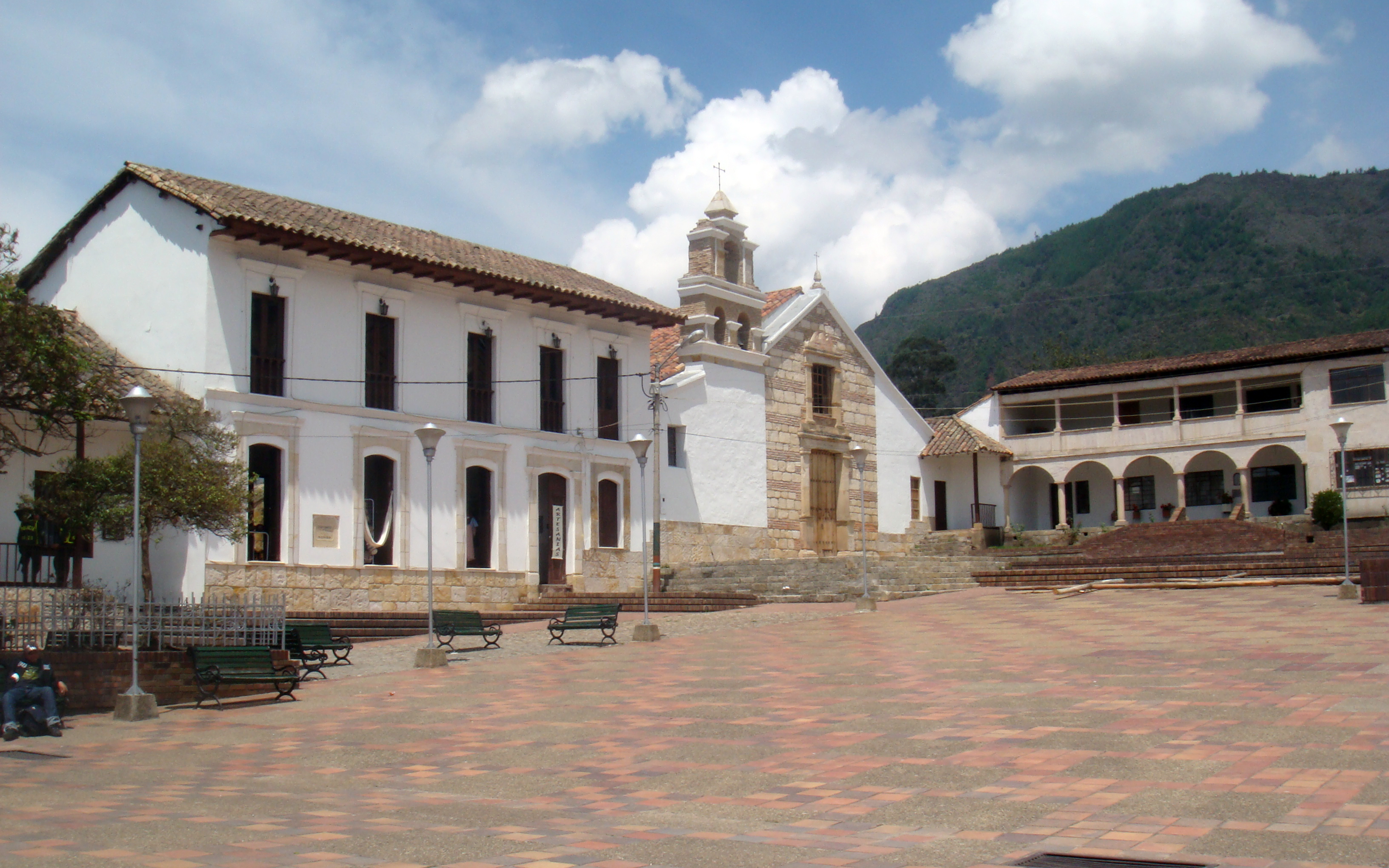
Plaza fundacional de Sesquilé y Capilla de los Dolores.

Poco después del comienzo del gobierno del virrey José Solís Folch de Cardona, en 1753, el virrey ordenó la construcción del primer puente de piedra que hubo en Sesquilé.
El 13 de febrero de 1779, durante la visita fiscal de Francisco Antonio Moreno y Escandón, fueron empadronados 728 indios; la población de blancos, según informó el cura Manuel Ferreira, estaba integrada por 824 personas, en 337 familias. En 1794 era párroco de Sesquilé el sacerdote Ignacio Subieta.

### sigloXIX
En 1810, durante el Grito de Independencia, era alcalde de Sesquilé el señor don Eustaquio Forero, y el corregidor de Chocontá, que tenía jurisdicción sobre Sesquilé, era don Antonio Felipe Camacho; el cura párroco era don Juan Tomás de Rojas. La real guarnición de Sesquilé contaba con setenta soldados.
Durante el siglo XIX, prosperó en esta población una fábrica de loza. El 13 de julio de 1862 fue firmado el primer contrato de explotación de sal de las antiguas salinas usadas por los muiscas y los españoles. Dicho contrato estuvo a cargo de Manuel Ponce de León. En 1891 pasó a cargo de Gustavo Sánchez.

### sigloXX
En 1913 el señor Restrepo Plata presentó un informe ante el Congreso en el que pedía el cierre de las salinas de Tausa, Gachetá y Sesquilé, argumentando que desde el punto de vista fiscal no tenía razón de ser la explotación de esas pequeñas salinas, cuyos gastos de explotación eran excesivos; sin embargo, esta petición no prosperó. En 1931 las salinas comenzaron a ser administradas por el Banco de la República de Colombia. En 1930 fue comenzada la construcción de la actual iglesia parroquia, pero no fue terminada sino hasta 1960. En 1964, en las instalaciones de las antiguas salinas, fue instalado el primer hogar para niños desamparados del Instituto Colombiano de Bienestar Familiar (ICBF) en Sesquilé.

## Movilidad
Al municipio de Sesquilé se llega desde Bogotá por la Autopista Norte a través de la Ruta Nacional 55 hasta la variante aledaña al desagüe del Embalse del Tominé. Al sur puede acceder a otros municipios como Guatavita y Guasca, al norte a Suesca y Cucunubá y al noroeste a Nemocón.

## Turismo
- Laguna de Guatavita.
- Páramos.
- Caminos Reales.

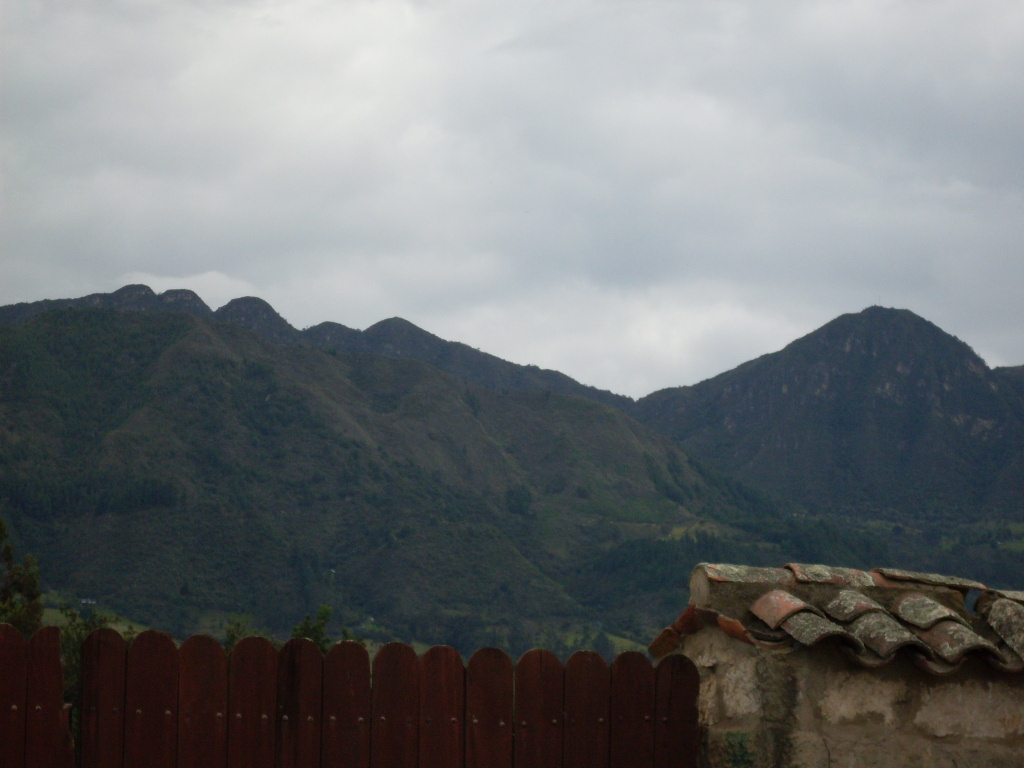
Cerro de Las Tres Viejas.

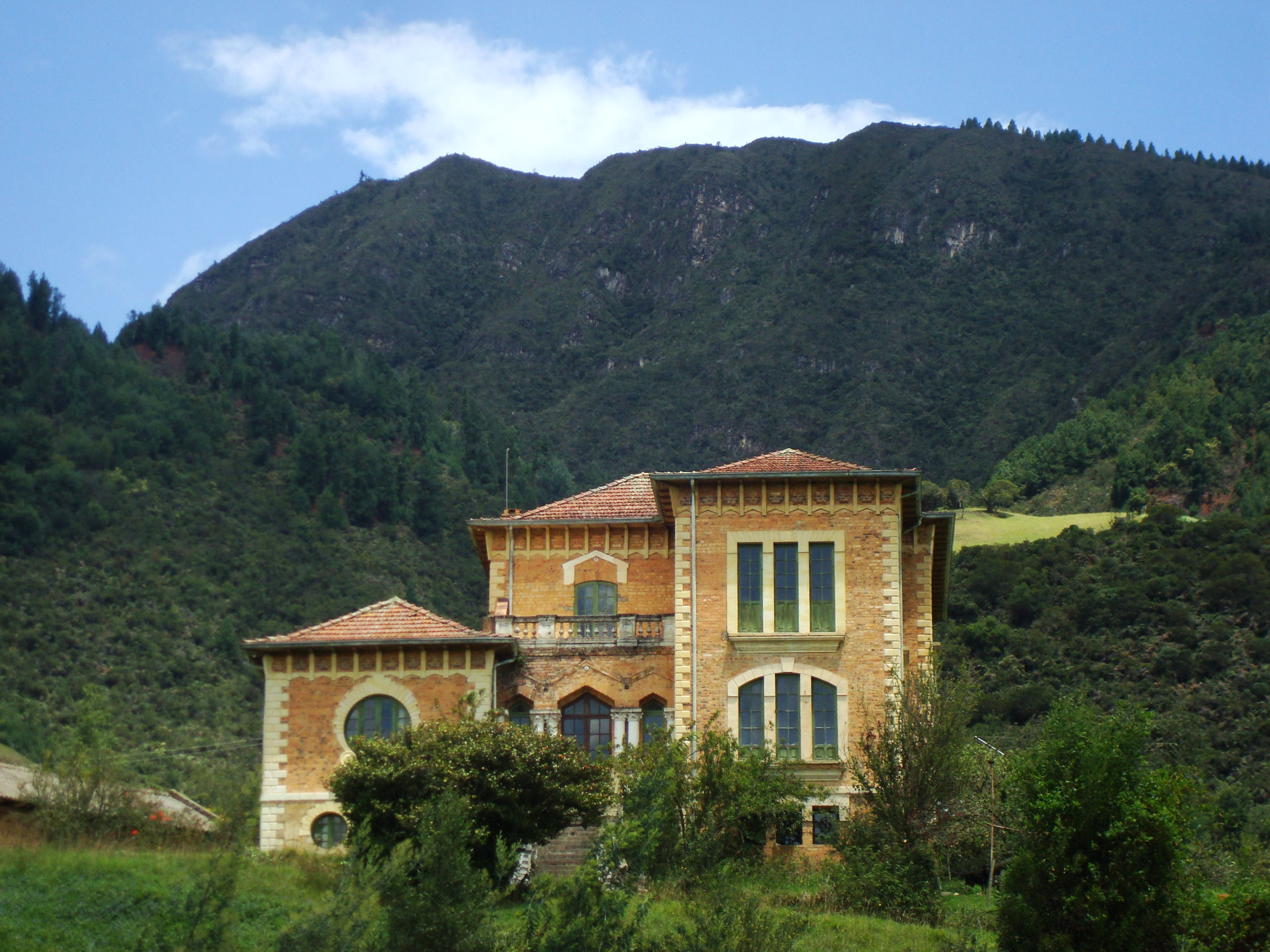
Castillo General Martínez.

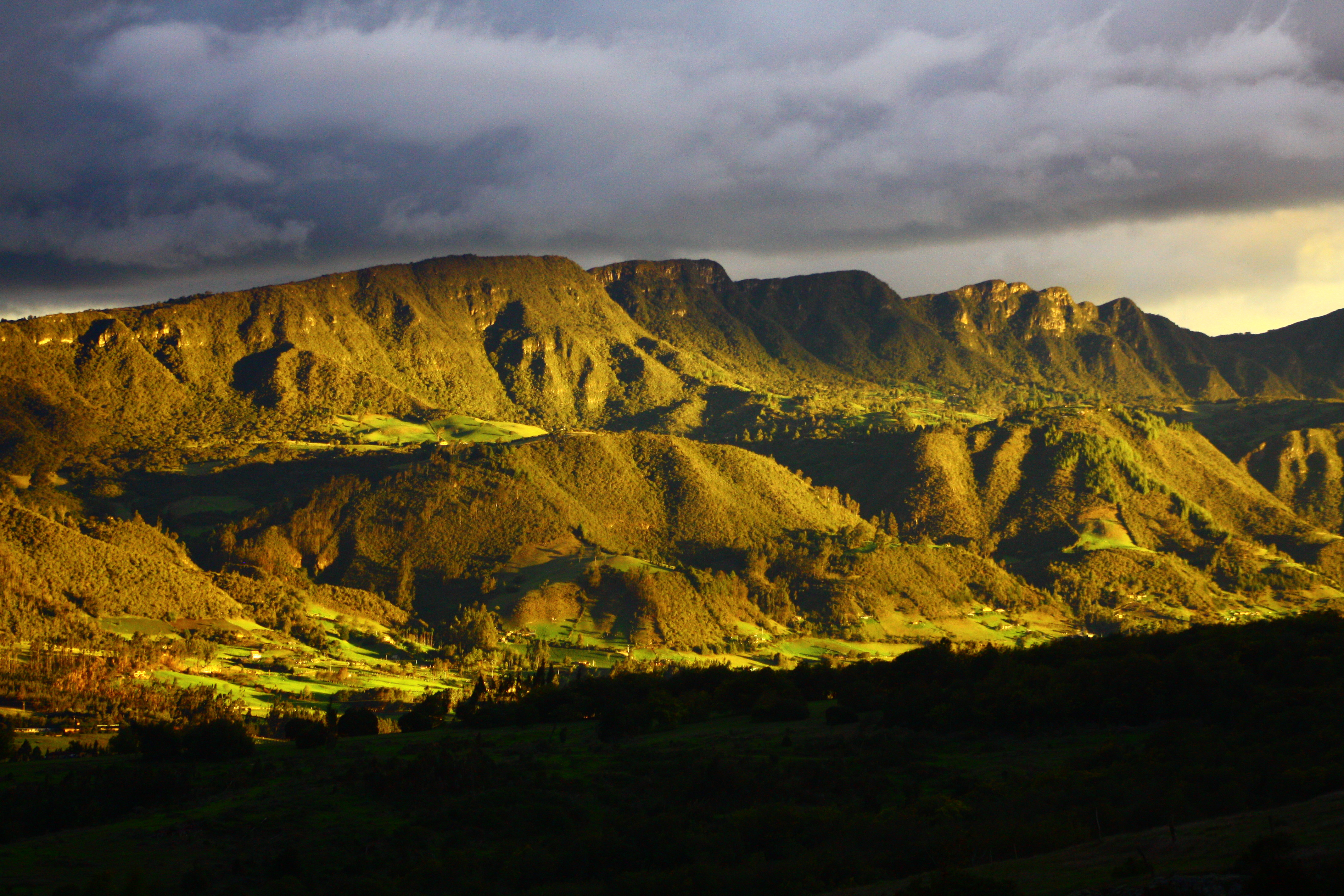
Vista de la zona rural de Sesquilé.

- Cañón de Las Águilas: Donde estas aves anidan y crecen libremente.
- Iglesia de la Inmaculada Concepción de Sesquilé.
- Capilla de Los Dolores: Capilla colonial que conserva intactos sus atributos arquitectónicos y decorativos.
- Casa Cural.
- Cerro de Covadonga.
- Cerro de Las Tres Viejas: Al mirarlo desde lejos parece un indígena acostado boca arriba.
- Cerro Pan de Azúcar.
- Club Náutico La Marina de Guatavita.
- Embalse del Tominé, que almacena cerca de 600 millones de metros cúbicos de agua, reserva de la ciudad de Bogotá.
- Castillo General Martínez.

En el municipio son fabricadas artesanías como los sacos en lana virgen y acrílica.

## Deportes
Ajedrez: La escuela de ajedrez es reconocida ampliamente a nivel departamental y nacional por sus múltiples campeonatos obtenidos en categorías menores.  Además han participado en diferentes competencias internacionales. Es una de las escuelas fundadoras del Circuito Ajedrez de Cundinamarca. De igual forma, sobresale el club Alféizar de Sesquilé, el cual obtuvo el campeonato por clubes de la Liga de ajedrez de Cundinamarca en el año 2018 y el subcampeonato en el año 2020.

## Galería fotográfica

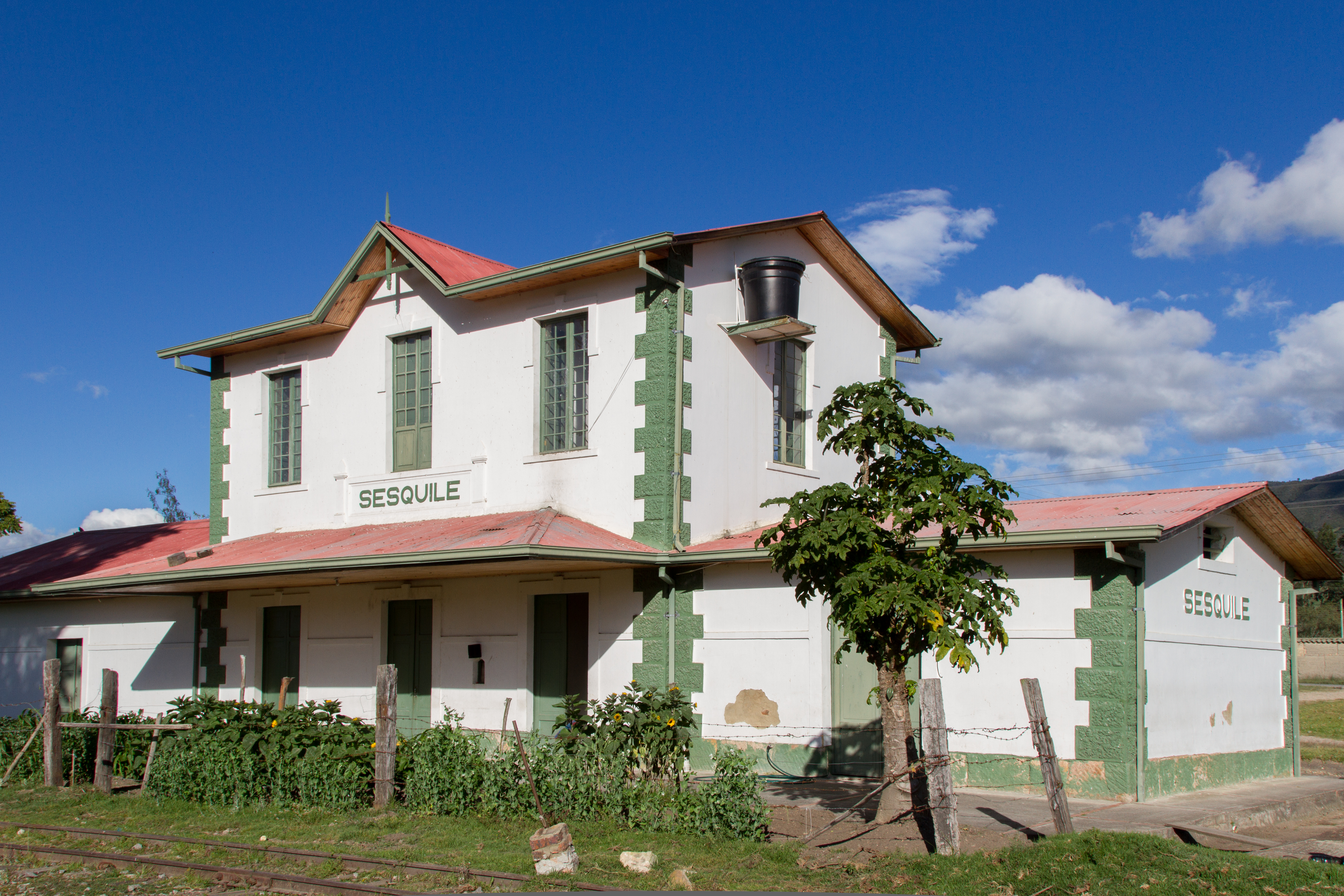
Antigua estación del ferrocarril de Sesquilé.
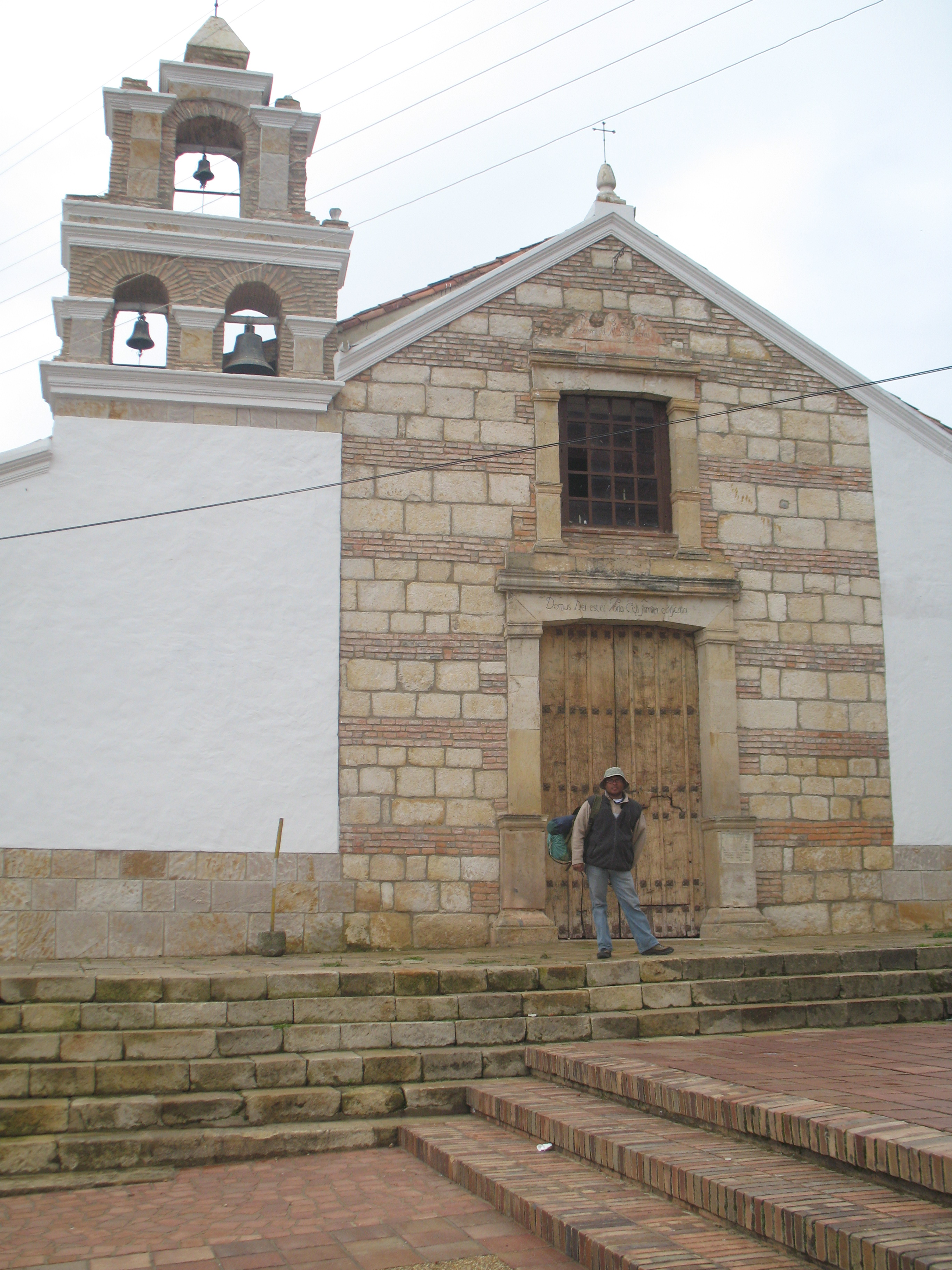
Capilla de Los Dolores.
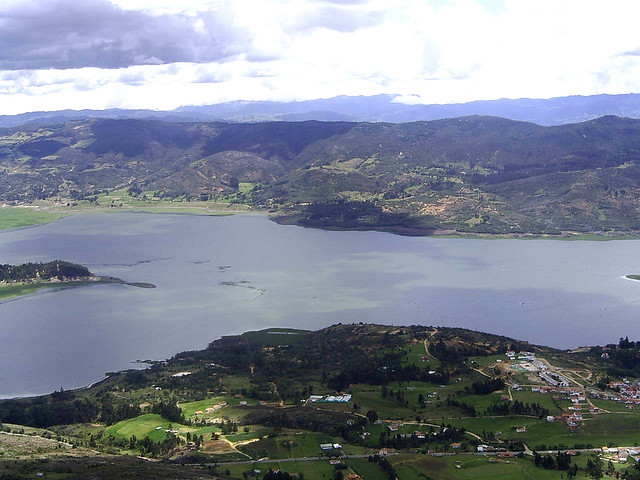
Embalse del Tominé.
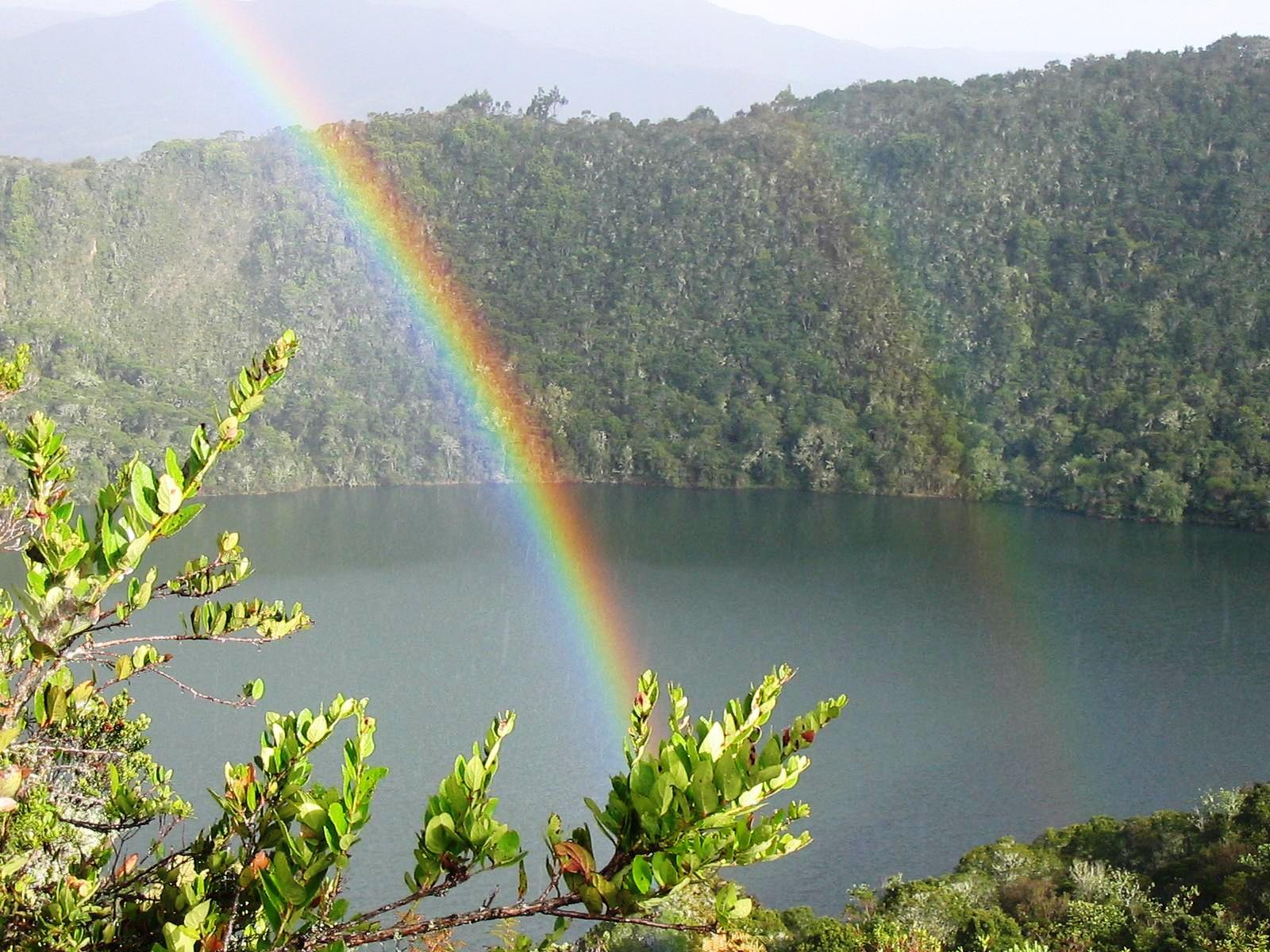
Laguna de Guatavita.
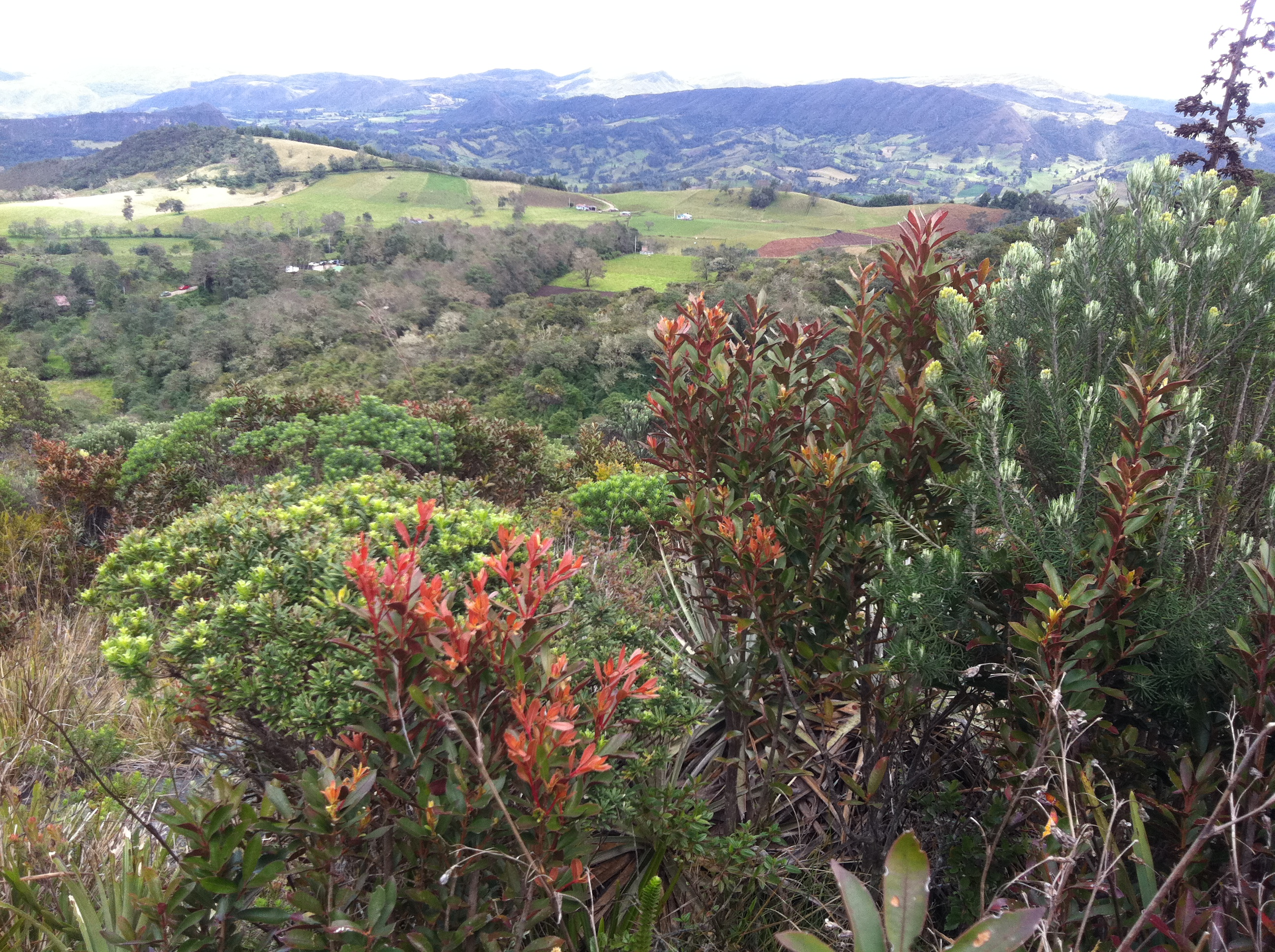
Alrededores de la Laguna de Guatavita.